# Mervin Lewis
Mervin Lewis (26 agosto 2000) è un calciatore nevisiano, difensore del Cayon Rockets e della nazionale nevisiana.

## Carriera

### Nazionale
Ha partecipato alla CONCACAF Gold Cup 2023.

## Statistiche

### Cronologia presenze e reti in nazionale
Aggiornato al 23 maggio 2023

| Cronologia completa delle presenze e delle reti in nazionale ― Saint Kitts e Nevis | Cronologia completa delle presenze e delle reti in nazionale ― Saint Kitts e Nevis | Cronologia completa delle presenze e delle reti in nazionale ― Saint Kitts e Nevis | Cronologia completa delle presenze e delle reti in nazionale ― Saint Kitts e Nevis | Cronologia completa delle presenze e delle reti in nazionale ― Saint Kitts e Nevis | Cronologia completa delle presenze e delle reti in nazionale ― Saint Kitts e Nevis | Cronologia completa delle presenze e delle reti in nazionale ― Saint Kitts e Nevis | Cronologia completa delle presenze e delle reti in nazionale ― Saint Kitts e Nevis |
| Data                                                                               | Città                                                                              | In casa                                                                            | Risultato                                                                          | Ospiti                                                                             | Competizione                                                                       | Reti                                                                               | Note                                                                               |
| ---------------------------------------------------------------------------------- | ---------------------------------------------------------------------------------- | ---------------------------------------------------------------------------------- | ---------------------------------------------------------------------------------- | ---------------------------------------------------------------------------------- | ---------------------------------------------------------------------------------- | ---------------------------------------------------------------------------------- | ---------------------------------------------------------------------------------- |
| 17-11-2019                                                                         | Remire-Montjoly                                                                    | Guyana francese                                                                    | 3 – 1                                                                              | Saint Kitts e Nevis                                                                | CONCACAF Nations League B 2019-2020                                                | 0                                                                                  | 74’                                                                                |
| 23-3-2023                                                                          | The Valley                                                                         | Saint-Martin                                                                       | 1 – 3                                                                              | Saint Kitts e Nevis                                                                | CONCACAF Nations League 2022-2023 - 1º turno                                       | -                                                                                  | 87’                                                                                |
| 17-6-2023                                                                          | Fort Lauderdale                                                                    | Curaçao                                                                            | 1 – 1 (2 - 3 dtr)                                                                  | Saint Kitts e Nevis                                                                | Qual. Gold Cup 2023                                                                | -                                                                                  | 70’                                                                                |
| 21-6-2023                                                                          | Fort Lauderdale                                                                    | Saint Kitts e Nevis                                                                | 1 – 1 (5 - 3 dtr)                                                                  | Guyana francese                                                                    | Qual. Gold Cup 2023                                                                | -                                                                                  | 71’ 72’                                                                            |
| 24-6-2023                                                                          | Fort Lauderdale                                                                    | Trinidad e Tobago                                                                  | 3 – 0                                                                              | Saint Kitts e Nevis                                                                | Gold Cup 2023 - 1º turno                                                           | -                                                                                  | 73’                                                                                |
| 28-6-2023                                                                          | Saint Louis                                                                        | Saint Kitts e Nevis                                                                | 0 – 6                                                                              | Stati Uniti                                                                        | Gold Cup 2023 - 1º turno                                                           | -                                                                                  | 71’                                                                                |
| 2-7-2023                                                                           | Santa Clara                                                                        | Giamaica                                                                           | 5 – 0                                                                              | Saint Kitts e Nevis                                                                | Gold Cup 2023 - 1º turno                                                           | -                                                                                  | 60’ 77’                                                                            |
| 8-9-2023                                                                           | Basseterre                                                                         | Saint Kitts e Nevis                                                                | 1 – 2                                                                              | Guadalupa                                                                          | CONCACAF Nations League 2023-2024 - 1º turno                                       | -                                                                                  | 70’                                                                                |
| 11-9-2023                                                                          | Gros Islet                                                                         | Saint Lucia                                                                        | 2 – 0                                                                              | Saint Kitts e Nevis                                                                | CONCACAF Nations League 2023-2024 - 1º turno                                       | -                                                                                  | 59’ 68’                                                                            |
| Totale                                                                             |                                                                                    | Presenze                                                                           | 9                                                                                  |                                                                                    | Reti                                                                               | 0                                                                                  |                                                                                    |